# دياس دي افيلا
دياس دي افيلا بلدية في ولاية باهيا في المنطقة الشمالية الشرقية من البرازيل.